# Некст
„Некст“ (на английски: Next) е американски научнофантастичен криминално-драматичен сериал, по идея на Мани Кото за Fox Broadcasting Company.
Първоначално трябваше да дебютира като запис в средата на сезона по време на телевизионния сезон на САЩ през 2019–2020 г., той беше отложен до есенния график на телевизионния сезон 2020–21 поради пандемията COVID-19 и премиерата му беше представена на 6 октомври 2020 г.

## „Некст“ в България
В България сериалът започва излъчване на 28 октомври 2020 г. по Fox, всяка сряда от 22:00 ч. Дублажът е войсоувър в Доли Медия Студио. Преводът е на Милена Сотирова. Ролите се озвучават от Мими Йорданова, Таня Димитрова, Татяна Захова, Константин Лунгов и Илиян Пенев, а режисьор на дублажа е Антонина Иванова.